# Землетрус на Байкалі (1862)
Землетрус на Байкалі 1862 року, відомий як Цага́нський землетрус (рос. Цага́нское землетрясение), — триденний землетрус, що сягнув найдужчої сили 11 січня 1862 (31 грудня 1861 за старим стилем) близько о 14:00 години за місцевим часом. Епіцентр, силою 10 балів, був у північно-східній частині дельти річки Селенги. Підземні поштовхи, потужністю 8 балів, відчувалися в Іркутську. Також поштовхи різної сили реєструвалися в Тунці, Верхньоудинську (сучасне Улан-Уде), Ілімську, Кіренську та в Монголії, частково було зворушено кордони Китаю.

## Опис

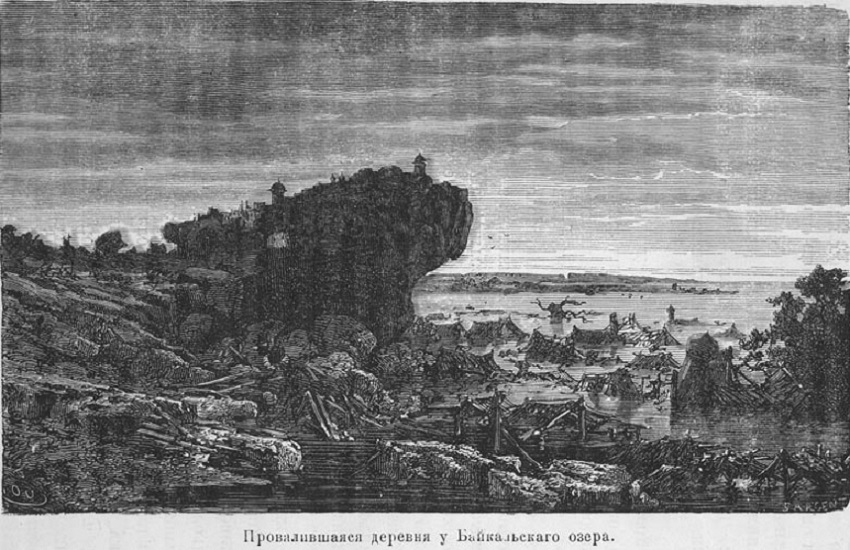
«Завалене сельце біля Байкальського озера»
(1868)

Землетрус отримав назву Цаганського за однойменним степом на східному березі Байкалу, частина якого, площею 230 км², пішла під воду, а на її місці утворилася затока Провал.
Перші поштовхи сталися увечері 9 січня. Другі були 10 січня. Треті та найсильніші поштовхи припали на 11 січня. О 14 години почувся сильний підземний гул, після чого через тріщини, що утворилися в льоду Байкалу, вода стала повільно затоплювати Цаганський степ з 5 улусами, в котрих знаходилося 310 будинків і 357 юрт. Постраждали приблизно 1300 жителів п'яти бурятських улусів. Загинуло 3 людини та 17 тисяч голів худоби.

Іркутськ стрясало 10 та 11 січня. «Іркутський літопис» так описує цю подію: 
|  | О 2 год. 18 м. пополудні пролунав сильний удар землетрусу, який тривав хвилини дві. У місті захиталися і затріщали усі будівлі, дзвони дзвонили в усіх церквах самі собою, люди не могли триматися на ногах. На річках Ангарі та Ушаківці був сильний шум і тріск від криги, що ламається. Оригінальний текст (рос.) В 2 ч. 18 м. пополудни раздался сильный удар землетрясения, продолжавшийся минуты две. В городе закачались и затрещали все строения, колокола звонили во всех церквах сами собою, люди не могли держаться на ногах. На реках Ангаре и Ушаковке был сильный шум и треск от ломающегося льда… |

Цаганський землетрус став першою сейсмічною подією у Східному Сибіру, наслідки якої вивчалися на досить високому науковому рівні. Основні праці з вивчення землетрусу було проведено членами Сибірського відділу Імператорського Російського географічного товариства.